# Диссанайейк, Эллен
Эллен Диссанайк (англ. Ellen Dissanayake) (имя при рождении Ellen Franzen) — независимый учёный. Специализируется на "антропологическом исследовании искусства и культуры". За свою работу в 2013 году она получила степень Почётного Доктора Гуманитарных Исследований в Колледже искусств штата Мэриленд, Балтимор.

## Биография
Эллен Диссанайк при рождении получила имя Эллен Францен. Она родилась в Иллинойсе и выросла в городе Уолла-Уолла (округ Уолла-Уолла, штат Вашингтон). Её отец был инженером, а мать — домохозяйкой. Диссанайк получила степень бакалавра искусств (В.А.) в Университете штата Вашингтон в 1957 году. На данный момент живёт в Сиэтле и связана с Университетом Вашингтона.
Диссанайк ссылается на «пережитый опыт» за границей, где она из первых рук обнаруживает культурные различия и отношение к искусству и культуре среди многообразия народов, что является вдохновением для её работы. Она побывала в Шри-Ланке, Нигерии, Индии, Мадагаскаре и Папуа-Новой Гвинее.
Она преподавала в Новой школе (NSSR) в Нью-Йорке, в Эдинбургском университете в Шотландии, в Колледже Сара Лоренс, в Национальной школе Искусств в Новой Гвинее и в Университете Перадения в Шри-Ланке. В 1997 году Диссанайк была приглашённым профессором в Государственном университете Болл в Индиане. Следующий год (1998) она преподавала в Альбертском университете в городе Эдмонтон, провинция Альберта, Канада.

## Homo Aestheticus: Where Art Comes From and Why
В Homo Aestheticus: Where Art Comes From and Why (1992, переиздана — 1995, 1996, 1999, 2004) Диссанайк утверждает, что искусство сыграло центральную роль в возникновении, адаптации и выживании человеческого вида, что эстетическая способность является врожденной в каждом человеческом существе, и что искусство — это такая же потребность человека как фундаментальные потребности в  пище, тепле или убежище.
Она рассматривает искусство как продукт «создания особых вещей», а эти вещи могут быть как объектами, так и поступками. То есть, искусство развивалось, чтобы создавать определённые ситуации, ориентировочно важные для выживания или социальной сплочённости, более заметные, выдающиеся, более приятные и запоминающиеся. Об артефактах искусства также говорят, что они являются результатом усилий по устранению неопределённостей природы путём осуществления над ними (неопределённостями) контроля.
Утверждается, что художественные переживания являются физически приятными и определёнными, отчётливыми, поэтому в произведении искусства ценится то, как создатели произведений  сформировали "сырьё". Тем не менее, Диссанайк утверждает, что некоторые из этих сырых материалов могут быть приятными сами по себе, то есть «протоэстетическими», как может быть процесс творения или некоторые восприятия сами по себе без символического значения, например, посредством подчинения гештальт-принципам.
В целом, процесс «создания особых вещей» описывается как использование тех аспектов мира, к которым привела нас эволюция, чтобы мы нашли их привлекательными: визуальные признаки здоровья, молодости и жизнеспособность,  также как и баланс между единообразием, однородностью и асимметрией.
Глава «The Arts as Means of Enhancement» представляет собой сборник межкультурных доказательств для случаев, которые подпадают под определение искусства Диссанайк; критика узких европоцентристких концепций искусства в XIX и XX веках. Эта критика развивается далее в последней главе книги, в которой говорится о необходимости содействовать искусству в образовании и повседневной жизни, поскольку это, как говорят, универсальное, биологически укорененное человеческое поведение.
Книга была благосклонно рассмотрена Дэнисом Даттоном в 1994 году, который утверждает, что книга «призывает к контрреволюции в нашем мышлении об искусстве. Её послание является своевременным, провокационным и чрезвычайно ценным».

### Книги
- What is Art For? (1988)
- Homo Aestheticus (1992, 1995)
- Art and Intimacy: How the Arts Began (2000)

### Статьи
- "Art as a human behavior: Toward an ethological view of art", Journal of Aesthetics and Art Criticism 38/4, 397-404. (1980)
- "Aesthetic experience and human evolution", Journal of Aesthetics and Art Criticism 41/2, 145-55. (1982)
- "Does art have selective value?" Empirical Studies of the Arts II, 1:35-49. (1984)
- "Art for life’s sake", Art Therapy: Journal of the American Art Therapy Association 9/4, 169-178. (1992)
- "Chimera, spandrel, or adaptation: Conceptualizing art in human evolution". Human Nature 6:2, 99-118. (1995)
- "The pleasure and meaning of making", American Craft 55,2: 40-45. (1995)
- "Reflecting on the past: Implications of prehistory and infancy for art therapy", ARTherapy 12, 1: 17-23. (1995)
- "Darwin meets literary theory: Critical discussion", Philosophy and Literature 20:1, 229- 239. (1996)
- "Komar and Melamid discover Pleistocene taste". Philosophy and Literature 22, 2: 486- 496. (1998)
- "The beginnings of artful form", Surface Design Journal 22:2, 4-5. (1998)
- "Aesthetic Incunabula", Philosophy and Literature 25:2, 335-346. (2001)
- "Art in Global Context: An Evolutionary/Functionalist Perspective for the 21st Century", International Journal of Anthropology 18:4, 245-258. (2003)
- "If music is the food of love, what about survival and reproductive success?", Musicae Scientiae, Special issue, 169-195. (2008)
- "The Artification Hypothesis and Its Relevance to Cognitive Science, Evolutionary Aesthetics, and Neuroaesthetics", Cognitive Semiotics 5:148-173. (2008)
- "The Deep Structure of Pleistocene Rock Art: The 'Artification Hypothesis'". Papers from IFRAO Congress, September 2010 – Symposium: Signs, symbols, myth, ideology… (Pre-Acts) http://www.ellendissanayake.com/publications/index.php#journals (2010)
- "Doing Without the Ideology of Art", New Literary History, 42: 71–79. (2011)